# شهرستان پرژروف
ناحیهٔ پرروف (به لاتین: Přerov District) یک ناحیه در جمهوری چک است که در منطقه اولوموتس واقع شده‌است. ناحیهٔ پرروف ۸۴۴٫۷۴ کیلومتر مربع مساحت و ۱۳۴٬۲۶۵ نفر جمعیت دارد.